# Xenospongia
Xenospongia is een geslacht van sponzen uit de klasse van de gewone sponzen (Demospongiae). 

## Soort
- Xenospongia patelliformis Gray, 1858